# 庄村清志
庄村清志（日语：荘村 清志，1947年10月13日—），日本岐阜人，古典吉他吉他手，曾担任NHK教育频道“让我们弹吉他”电视节目的讲师。

## 生平
1947年10月13日，庄村清志出生于岐阜县岐阜市本庄村，九岁开始跟父亲庄村正人学习吉他，后师事小原安正。
1963年，庄村清志获得正在日本访问的西班牙吉他演奏家那西索·叶佩斯的认可，次年移居西班牙，开始在叶佩斯的指导下学习。1967年，庄村清志从马德里皇家音乐学院退学，并于同年开始到意大利各地演出，次年在米兰等22个城市进行了独奏音乐会。
1969年，庄村清志举办了回到日本的首次独奏音乐会。1971年，他以日本的吉他手代表身份参加了在意大利举行的世界青少年协会国际音乐节，并在北美的各大城市举行了28场演出。1974年和1981年，他出任NHK教育频道“让我们弹吉他”电视节目的讲师，并因此而闻名。2007年，他出任NHK教育频道“趣味悠悠”节目的讲师。

## 相关
日本导演伊丹十三是庄村清志的表哥，伊丹十三的父亲伊丹万作是庄村清志母亲的哥哥。